# Jean Fernandez
Jean Fernandez (Mostaganem, 8 oktober 1954) is een Frans voetbaltrainer en voormalig profvoetballer. Als voetballer kwam Fernandez uit voor AS Béziers, Olympique Marseille, Girondins de Bordeaux en AS Cannes.
Fernandez was onder andere vijf jaar hoofdtrainer van AJ Auxerre en werd in seizoen 2009/10 verkozen tot Frans trainer van het jaar, nadat hij zich met zijn ploeg wist te plaatsen voor de UEFA Champions League. Fernandez laatst getrainde ploeg was Al-Gharafa van mei 2017 tot eind december 2017, maar vertrok na elf gespeelde competitiewedstrijden. In 1976 vertegenwoordigde Fernandez zijn vaderland bij de Olympische Spelen in Montreal, Canada.

## Erelijst
Als speler
 Olympique Marseille
- Coupe de France: 1975/76

 Girondins de Bordeaux
- Alpencup: 1980

Als trainer
 Al-Nassr
- Saudi Professional League: 1993/94
- Asian Cup Winners' Cup: 1997/98

 Al-Shabab
- Persian Gulf Championship: 1996
- Saudi Crown Prince Cup: 1997

 FC Sochaux
- Division 2: 2000/01

 Olympique Marseille
- UEFA Intertoto Cup: 2005